# العلاقات الأفغانية الكندية
العلاقات الأفغانية الكندية هي العلاقات الثنائية التي تجمع بين أفغانستان وكندا.

## التاريخ

### بداية
لم تتشكل العلاقات الرسمية بين أفغانستان وكندا فورًا، ولكنها تطورت مع مرور الوقت. تعود مشاركة الكنديين في أفغانستان إلى ستينيات القرن العشرين، وذلك مع إنشاء أول برنامج كندي للمساعدة الإنمائية لأفغانستان. قررت حكومة كندا إقامة علاقات دبلوماسية كاملة مع أفغانستان في عام 1968؛ وذلك مع تزايد الحاجة إلى تنسيق أكبر لجهود وكالات التنمية العاملة هناك.
شملت المساعدة الكندية لأفغانستان 257 ألف بوشل من القمح في عام 1971، إذ أدى الجفاف إلى انخفاض إنتاج محاصيل الحبوب.

### الحرب السوفيتية الأفغانية
أدت الحرب السوفيتية الأفغانية في عام 1979 وتنصيب نظام غير ديمقراطي في أفغانستان بكندا إلى قطع العلاقات الدبلوماسية. لم يعيد البلدان إقامة علاقات دبلوماسية كاملة، حتى بعد الانسحاب السوفيتي من أفغانستان في عام 1989، وكان الاتصال خفيفًا على الرغم من جهود المساعدات الإنسانية التي بذلتها كندا في تسعينيات القرن العشرين.

### فترة طالبان
سيطرت طالبان على أفغانستان في عام 1996، وأصبحت كندا من أشد المنتقدين لانتهاكات طالبان لحقوق الإنسان ضد مواطني أفغانستان. واصلت كندا تقديم المساعدات الإنسانية للبلاد على الرغم من القيود التي تفرضها طالبان على وكالات الإغاثة.

### الحرب في أفغانستان
دفعت هجمات 11 سبتمبر عام 2001 الإرهابية كندا إلى إعادة تقييم سياساتها تجاه أفغانستان. سمح وزير الدفاع الوطني، آرت إيغلتون، لأكثر من 100 فرد من أفراد القوات الكندية الذين يخدمون في برامج التبادل العسكري في الولايات المتحدة ودول أخرى بالمشاركة في الحرب في أفغانستان. أعلن رئيس الوزراء جان كريتيان في 7 أكتوبر عن مساهمة كندا ببعض قواتها في القوة الدولية التي تتشكل لشن حملة ضد الإرهاب؛ وذلك على الرغم من عدم مشاركة كندا في الأيام الأولى للحرب. أصدر الجنرال راي هينولت، رئيس أركان الدفاع، أوامر أولية للعديد من وحدات القوات المسلحة، وذلك عند البدء بعملية أبولو. كان من المقرر أصلا أن يستمر الالتزام الكندي حتى أكتوبر عام 2003.
أعادت كندا العلاقات الدبلوماسية مع أفغانستان في 25 يناير عام 2002.

## العلاقات الدبلوماسية
تملك كندا سفارة في كابول. وقع وزير الخارجية الأفغاني (رانجين دادفار سبانتا) والسفير الكندي (رون هوفمان) في يوليو عام 2009 على اتفاقية تسليم الحكومة الأفغانية ثمانية أفدنة من الأراضي للسفارة الكندية. تملك جمهورية أفغانستان الإسلامية سفارة في أوتاوا وقنصلية في تورنتو. كان غلين ديفيدسون سفيرًا كنديًا حديثًا، وخلفته ديبورا ليونز، وهي موظفة حكومية اتحادية قديمة. خلف ديبورا ليونز كينيث نيوفيلد، ولكن السفير الحالي هو فرانسوا ريفيست. أكمل السفير الأفغاني حينها جواد لودين مهمته في أوتاوا في ديسمبر عام 2010، واستلمت المنصب بارنا كريمي في مارس عام 2012، أما السفيرة الحالية فتُدعى شينكي كروخل، وهي نائب سابق في البرلمان الأفغاني ومدافعة عن حقوق المرأة. علقت السفارة الكندية في كابول العمليات مؤقتًا بسبب مخاوف تتعلق بالسلامة عندما اقتحمت حركة طالبان العاصمة.

## مقارنة بين البلدين
هذه مقارنة عامة ومرجعية للدولتين:
| وجه المقارنة                                              | أفغانستان                    | كندا                     |
| --------------------------------------------------------- | ---------------------------- | ------------------------ |
| المساحة (كم2)                                             | 652.23 ألف                   | 9.98 مليون               |
| عدد السكان (نسمة)                                         | 34.94 مليون                  | 35.70 مليون              |
| الكثافة السكانية (ن./كم²)                                 | 53.57                        | 3.58                     |
| العاصمة                                                   | كابل                         | أوتاوا                   |
| اللغة الرسمية                                             | اللغة البشتوية، اللغة الدرية | لغة إنجليزية، لغة فرنسية |
| العملة                                                    | أفغاني                       | دولار كندي               |
| الناتج المحلي الإجمالي (بليون دولار)                      | 20.82 مليار                  | 1.65 تريليون             |
| الناتج المحلي الإجمالي (تعادل القوة الشرائية) بليون دولار | 62.62 مليار                  | 1.59 تريليون             |
| الناتج المحلي الإجمالي الاسمي للفرد دولار أمريكي          | 594                          | 43.25 ألف                |
| الناتج المحلي الإجمالي للفرد دولار أمريكي                 | 1.93 ألف                     | 45.07 ألف                |
| مؤشر التنمية البشرية                                      | 0.479                        | 0.913                    |
| رمز المكالمات الدولي                                      | +93                          | +1                       |
| رمز الإنترنت                                              | .af                          | .ca                      |
| المنطقة الزمنية                                           | ت ع م+04:30                  |                          |

## منظمات دولية مشتركة
يشترك البلدان في عضوية مجموعة من المنظمات الدولية، منها:
| علم المنظمة | اسم المنظمة                               | تاريخ انضمام أفغانستان | تاريخ انضمام كندا |
| ----------- | ----------------------------------------- | ---------------------- | ----------------- |
|             | مؤسسة التنمية الدولية                     | 2 فبراير 1961          | 24 سبتمبر 1960    |
|             | مؤسسة التمويل الدولية                     | 23 سبتمبر 1957         | 20 يوليو 1956     |
|             | منظمة حظر الأسلحة الكيميائية              | ?                      | ?                 |
|             | الأمم المتحدة                             | 19 نوفمبر 1946         | 9 نوفمبر 1945     |
|             | الاتحاد الدولي للاتصالات                  | 12 أبريل 1928          | 1 يوليو 1908      |
|             | منظمة الشرطة الجنائية الدولية             | ?                      | ?                 |
|             | البنك الدولي للإنشاء والتعمير             | 14 يوليو 1995          | 27 ديسمبر 1945    |
|             | الاتحاد البريدي العالمي                   | ?                      | ?                 |
|             | المركز الدولي لتسوية المنازعات الاستشارية | 25 يوليو 1968          | 1 ديسمبر 2013     |
|             | وكالة ضمان الاستثمار متعدد الأطراف        | 16 يونيو 2003          | 12 أبريل 1988     |
|             | بنك التنمية الآسيوي                       | 1966                   | 1966              |
|             | يونسكو                                    | 4 مايو 1948            | 4 نوفمبر 1946     |

## أعلام
هذه قائمة لبعض الشخصيات التي تربطها علاقات بالبلدين:
- مقتل عائلة الشافعي ( – 30 يونيو 2009)
- نيلوفر بازيرا (1973 – )

## وصلات خارجية
- موقع وزارة الخارجية الأفغانية
- موقع وزارة الخارجية الكندية